# Boronia rosmarinifolia
Boronia rosmarinifolia är en vinruteväxtart som beskrevs av Allan Cunningham och Stephan Ladislaus Endlicher. Boronia rosmarinifolia ingår i släktet Boronia och familjen vinruteväxter. Inga underarter finns listade i Catalogue of Life.